# Поліянівка
Поліяні́вка — село в Україні, у Звягельському районі Житомирської області. Населення становить 346 осіб. Входить до складу Брониківської сільської громади.

## Історія
У 1906 році село Романівецької волості Новоград-Волинського повіту Волинської губернії. Відстань від повітового міста 25 верст, від волості 17. Дворів 56, мешканців 341.
До жовтневого перевороту в 1917 р. жителі слободи вільно здійснювали свої релігійні обряди в різних культових місцях. Православні в церкві Воскресіння Христового села Несолонь, а римо-католики в костьолі Святого Антонія села Бараші та костьолі Святого Яна Непомуцена м-ка Пулини.
Під час голодомору у 1932—1933 рр. у селі померло 21 особа, імена яких на сьогодні встановлено.
В період загострення сталінських репресій проти українського народу в 30-і роки минулого століття органами НКВС безпідставно було заарештовано та позбавлено волі на різні терміни 72 мешканців села, з яких 49 осіб розстріляно. Середній вік репресованих 36 років. Радянська влада назавжди позбавила кожну сім'ю батька або матір, чоловіка або дружину. Нині всі жертви тоталітарного режиму реабілітовані і їхні імена відомі.

### Список репресованих осіб в 1930—1940рр.
Бочковський Велеслав Іполитович 1911 р.н., Бочковський Велеслав Іполитович 1911 р.н., Бочковський Костянтин Антонович 1897 р.н.,Бочковський Леон Антонович 1909 р.н., Будзішевський Іполит Йосипович 1897 р.н., Будішевський Базиль Андрійович 1885 р.н., Веселовський Болеслав Іванович 1905 р.н., Веселовський Віталій Іванович 1906 р.н., Веселовська Емілія Іванівна 1900 р.н., Весельський Антон Валеріанович 1888 р.н., Весельський Антон Феліксович 1912 р.н., Весельський Валеріан Валеріанович 1910 р.н., Весельський Віталій Григорович 1889 р.н., Весельський Геронім Григорович 1904 р.н., Весельський Геронім Станіславович 1900 р.н., Весельський Олексій Іванович 1905 р.н., Весельський Станіслав Францович 1872 р.н, Весельський Тимофій Людвигович 1914 р.н., Весельський Чеслав Станіславович 1904 р.н., Войтковська Павлина Григорівна 1900 р.н., Войтковський Іван Йосипович 1897 р.н., Войтковський Костянтин Йосипович 1906 р.н., Голяк Станіслав Томашович 1908 р.н., Грицай Мар'яна Пилипівна 1890 р.н., Грицай Роман Іванович 1890 р.н., Добровольський Альфред Францович 1911 р.н., Добровольський Болеслав Антонович 1907 р.н., Добровольський Броніслав Йосипович 1890 р.н., Добровольський Йосип Йосипович 1907 р.н., Добровольський Франц Йосипович 1883 р.н., Желізко Григорій Фаустинович 1900 р.н., Загадський Домінік Феліксович 1910 р.н., Загривий Микола Львович 1903 р.н., Кур'ята Герон Антонович 1902 р.н., Лісовський Леонард Іванович 1900 р.н., Лісовський Людвиг Іванович 1892 р.н., Лісовський Франц Іванович 1909 р.н., Лісовський Франц Йосипович 1914 р.н., Лось Іван Павлович 1904 р.н., Лось Яніна Антонівна 1909 р.н., Малецька Рафаліна Станіславівна 1907 р.н., Малиновський Олексанжр Константинович 1899 р.н., Ординський Адам Стефанович 1895 р.н., Ординський Іван Стефанович 1886 р.н., Ординський Іполит Стефанович 1903 р.н., Рудницький Антон Іванович 1900 р.н., Рудницький Іван Францович 1891 р.н., Рудницький Фелікс Францович 1894 р.н., Рябчевський Каспер Йосипович 1904 р.н., Свінцицька Катерина Адамівна 1872 р.н., Свінцицький Іполит Іванович 1906 р.н., Свінцицький Петро Іванович 1904 р.н., Свінцицький Пилип Іванович 1909 р.н., Свінцицький Фелікс іванович 1909 р.н., Свінцицький Франц Іванович 1903 р.н., Соколовський Іван Іполитович 1911 р.н., Соколовський Йосип Іванович 1912 р.н., Соколовський Йосип Іполитович 1909 р.н., Соколовський Кароль Пепрович 1886 р.н., Стецюра Леоніда Станіславівна 1910 р.н., Талько Олександр Дем'янович 1901 р.н., Тичина Варфоломій Ісайович 1891 р.н., Хамська Соломія Лукянівна 1898 р.н., Хамська Текля Іванівна 1872 р.н., Хамський Іван Варфоламійович 1899 р.н., Хамський Микола Варфоламійович 1907 р.н., Хамський Олександр Романович 1887 р.н., Хамський Петро Якович 1897 р.н., Хмельницький Франц Леонович 1900 р.н., Чайковський Іполит Шимонович 1906 р.н., Чайковський Микола Шимонович 1888 р.н., Шуляковський Іван Андрійович 1910 р.н., Янчевський Норберт Степанович 1892 р.н.

## Уродженці
- Котвіцький Володимир Вікторович (1994-2014) — старший солдат Збройних сил України, учасник російсько-української війни.